# 恩特普賴斯 (加利福尼亞州沙斯塔縣)
恩特普賴斯（英語：Enterprise）是位於美國加利福尼亞州沙斯塔縣的一個非建制地區。該地的面積和人口皆未知。

## 地理
恩特普賴斯的座標為40°33′50″N 122°20′34″W / 40.56389°N 122.34278°W，而該地的平均海拔高度為164米（即538英尺）。